# B4GALT1
B4GALT1 (англ. Beta-1,4-galactosyltransferase 1) – білок, який кодується однойменним геном, розташованим у людей на короткому плечі 9-ї хромосоми. Довжина поліпептидного ланцюга білка становить 398 амінокислот, а молекулярна маса — 43 920.
| 10         |  | 20         |  | 30         |  | 40         |  | 50         |
| ---------- |  | ---------- |  | ---------- |  | ---------- |  | ---------- |
| MRLREPLLSG |  | SAAMPGASLQ |  | RACRLLVAVC |  | ALHLGVTLVY |  | YLAGRDLSRL |
| PQLVGVSTPL |  | QGGSNSAAAI |  | GQSSGELRTG |  | GARPPPPLGA |  | SSQPRPGGDS |
| SPVVDSGPGP |  | ASNLTSVPVP |  | HTTALSLPAC |  | PEESPLLVGP |  | MLIEFNMPVD |
| LELVAKQNPN |  | VKMGGRYAPR |  | DCVSPHKVAI |  | IIPFRNRQEH |  | LKYWLYYLHP |
| VLQRQQLDYG |  | IYVINQAGDT |  | IFNRAKLLNV |  | GFQEALKDYD |  | YTCFVFSDVD |
| LIPMNDHNAY |  | RCFSQPRHIS |  | VAMDKFGFSL |  | PYVQYFGGVS |  | ALSKQQFLTI |
| NGFPNNYWGW |  | GGEDDDIFNR |  | LVFRGMSISR |  | PNAVVGRCRM |  | IRHSRDKKNE |
| PNPQRFDRIA |  | HTKETMLSDG |  | LNSLTYQVLD |  | VQRYPLYTQI |  | TVDIGTPS   |

A: Аланін

C: Цистеїн

D: Аспарагінова кислота

E: Глутамінова кислота

F: Фенілаланін

G: Гліцин

H: Гістидин

I: Ізолейцин

K: Лізин

L: Лейцин

M: Метіонін

N: Аспарагін

P: Пролін

Q: Глутамін

R: Аргінін

S: Серин

T: Треонін

V: Валін

W: Триптофан

Кодований геном білок за функціями належить до трансфераз, глікозилтрансфераз. 
Білок має сайт для зв'язування з іонами металів, іоном марганцю. 
Локалізований у клітинній мембрані, мембрані, клітинних відростках, апараті гольджі.
Також секретований назовні.